# Боян Никленов
Боян Ангелов Никленов е български футболист, полузащитник, играещ в ФК Бенковски 2006. Роден е на 4 юни 1972 г. в село Црънча, Пазарджишко. Висок е 174 см и тежи 65 кг. Играл е за Хебър, Чирпан, Спартак (Пловдив), Ботев (Пловдив), Белана (Белово) и Чепинец. От пролетта на 2016 г. играе за ФК Бенковски 2006. В А група има 31 мача и 4 гола. Четвъртфиналист за купата на страната през 2005 г. с Хебър. За младежкия национален отбор има 6 мача.

## Статистика по сезони
- Хебър – 1991/92 – А група, 12 мача/0 гола
- Хебър – 1992/93 – Б група, 28/5
- Чирпан – 1993/94 – В група, 27/9
- Хебър – 1994/95 – Б група, 29/7
- Хебър – 1995/96 – Б група, 34/3
- Спартак (Пд) – 1996/ес. - Б група, 16/3
- Ботев (Пд) – 1997/пр. - А група, 14/2
- Хебър – 1997/98 – В група, 32/6
- Хебър – 1998/99 – В група, 27/10
- Хебър – 1999/ес. - В група, 15/3
- Хебър – 2000/ес. - А група, 5/2
- Белана – 2001/пр. - В група, 14/3
- Чепинец – 2001/02 – А ОФГ, 26/7
- Чепинец – 2002/03 – А ОФГ, 28/9
- Хебър – 2003/04 – В група, 29/5
- Хебър – 2004/05 – В група, 27/2
- Хебър – 2005/06 – Западна Б група, 10/2
- Левски (Паталеница) – 2006/07 – А ОФГ, 19/7
- ФК Бенковски 2006 – 2015/16 – Б ОФГ, 5/1